# Suleimane Baio
Suleimane Baio (Conakry, 12 agosto 1983) è un ex calciatore guineense, di ruolo centrocampista.

## Carriera

### Club
Ha giocato nella massima serie lussemburghese.

### Nazionale
Nel 2007 ha esordito in nazionale.

## Statistiche

### Cronologia presenze e reti in nazionale
| Cronologia completa delle presenze e delle reti in nazionale ― Guinea-Bissau | Cronologia completa delle presenze e delle reti in nazionale ― Guinea-Bissau | Cronologia completa delle presenze e delle reti in nazionale ― Guinea-Bissau | Cronologia completa delle presenze e delle reti in nazionale ― Guinea-Bissau | Cronologia completa delle presenze e delle reti in nazionale ― Guinea-Bissau | Cronologia completa delle presenze e delle reti in nazionale ― Guinea-Bissau | Cronologia completa delle presenze e delle reti in nazionale ― Guinea-Bissau | Cronologia completa delle presenze e delle reti in nazionale ― Guinea-Bissau |
| Data                                                                         | Città                                                                        | In casa                                                                      | Risultato                                                                    | Ospiti                                                                       | Competizione                                                                 | Reti                                                                         | Note                                                                         |
| ---------------------------------------------------------------------------- | ---------------------------------------------------------------------------- | ---------------------------------------------------------------------------- | ---------------------------------------------------------------------------- | ---------------------------------------------------------------------------- | ---------------------------------------------------------------------------- | ---------------------------------------------------------------------------- | ---------------------------------------------------------------------------- |
| 17-11-2007                                                                   | Bissau                                                                       | Guinea-Bissau                                                                | 0 – 0                                                                        | Sierra Leone                                                                 | Qual. Mondiali 2010                                                          | -                                                                            |                                                                              |
| 2-12-2007                                                                    | Bissau                                                                       | Guinea-Bissau                                                                | 2 – 0                                                                        | Sierra Leone                                                                 | Coppa Amílcar Cabral 2007                                                    | 1                                                                            |                                                                              |
| Totale                                                                       |                                                                              | Presenze                                                                     | 2                                                                            |                                                                              | Reti                                                                         | 1                                                                            |                                                                              |